# Picard (Mondkrater)
Picard ist ein Einschlagkrater auf der nordöstlichen Mondvorderseite in der Ebene des Mare Crisium, östlich des Kraters Yerkes und südlich von Peirce. 
Der Kraterrand ist scharf, das Innere weist ausgeprägte konzentrische Strukturen auf.
| Buchstabe | Position           | Durchmesser | Link |
| --------- | ------------------ | ----------- | ---- |
| K         | 9,64° N, 54,48° O  | 9 km        |      |
| L         | 10,25° N, 54,24° O | 7 km        |      |
| M         | 10,14° N, 53,87° O | 8 km        |      |
| N         | 10,53° N, 53,53° O | 19 km       |      |
| P         | 8,57° N, 53,73° O  | 8 km        |      |
| Y         | 13,17° N, 60,26° O | 4 km        |      |

Der Krater wurde 1935 von der IAU nach dem französischen Astronomen Jean Picard offiziell benannt.